# مارسل هرمن تلز
مارسل هرمن تلز (به پرتغالی: Marcel Herrmann Telles) (زاده ۲۳ فوریه ۱۹۵۰) کارآفرین، سرمایه‌دار و بازرگان برزیلی است، که از سهام‌داران اصلی شرکت‌های انهایزر-بوش اینبیف، برگر کینگ و لوجاس آمریکاناس می‌باشد.
مارسل هرمن تلز در ماه مارس ۲۰۱۴ با دارایی خالص ۱۱٫۶ میلیارد دلار از سوی مجله فوربز در رتبه سوم از ثروتمندترین افراد برزیل قرار گرفت.